# Джуринская Слободка
Джуринская Слободка (укр. Джуринська Слобідка) — село в Белобожницкой сельской общине Чортковского района Тернопольской области Украины.
Население по переписи 2001 года составляло 494 человека. Почтовый индекс — 48571. Телефонный код — 3552.